# Tho Pa Ga
Le Tho Pa Ga est une goélette construite en 1924 en Espagne.
Lors de son convoyage pour rejoindre les fêtes maritimes de Brest 2008, elle a coulé au large de la Bretagne par 116 mètres de fond. L'équipage constitué de deux femmes et sept hommes a été hélitreuillé après s'être réfugié dans un canot de survie.
Au cours des fêtes maritimes de Brest, les propriétaires de la goélette, Nicole Legler et Gérald Delgado, ont créé une association afin de le lever les fonds nécessaires au renflouage du navire.

## Histoire
Le Thö Pa Ga est construit en 1924 à Águilas en Espagne pour le compte de la compagnie Navarro Hermanos. C'est un pailebot (goélette typique d'Espagne) servant pour le cabotage. Il porte alors le nom de Tres Hernanos (Trois frères).
En 1930, la compagnie Naviera Mallorquina le rachète et le dote de son premier moteur pour la propulsion, il est alors nommé Cala Tuent, du nom d'une crique de Majorque. La goélette réalise du transport d'agrumes entre l'Espagne (Palma, Soller, Alicante et Valence) et la France (Marseille).
En 1960, l'armement Hijos De Abel Matutes SA achète le Cala Tuent. Pendant quelques années il sert au transport des matériaux de construction pour l'île d'Ibiza.
En 1978, la compagnie Circum Navegaciones Hispania acquiert le navire qui est alors désarmé et au mouillage. Il est alors regréé en goélette franche. Il est alors renommé en Tho Pa Ga et réalise du transport de marchandises dans les Antilles françaises jusqu'en 1984.
Entre 1987 et 1988, au cours d'une période de 14 mois, le bateau est affrété par l'association Botany Bay 1988 afin de représenter le Comité Français pour le Bicentenaire de l'Australie.
Ce navire en bois a fait naufrage en juillet 2008, près de la Manche, alors qu'il faisait route vers Brest pour participer aux fêtes de la mer Brest 2008.